# Paz y Unión
Paz y Unión är en ort i Mexiko.   Den ligger i kommunen Santa Catarina Ticuá och delstaten Oaxaca, i den sydöstra delen av landet, 300 km sydost om huvudstaden Mexico City. Paz y Unión ligger 2 349 meter över havet och antalet invånare är 124.
Terrängen runt Paz y Unión är huvudsakligen kuperad, men österut är den bergig. Runt Paz y Unión är det glesbefolkat, med 18 invånare per kvadratkilometer. Närmaste större samhälle är Villa Chalcatongo de Hidalgo, 4,3 km sydväst om Paz y Unión. I omgivningarna runt Paz y Unión växer huvudsakligen savannskog.